# MusterMesse (Theater)
Die MusterMesse ist ein im Jahr 2004 am Theaterdiscounter in Berlin entwickeltes interdisziplinäres Theaterformat. Von der Struktur internationaler Warenmessen inspiriert versteht sie sich als kulturelle Leistungsschau. In der Entwicklung des Formats war einer der wichtigsten Aspekte, der strukturellen Vielfalt wirtschaftlicher Messen Rechnung zu tragen. Zudem ging es uns darum, Produktionsprozesse für die Zuschauer transparent zu machen, ein möglichst breites Spektrum etablierter sowie innovativer Produkte vorzustellen und dabei den Diskurs der Messebesucher untereinander und mit den „Herstellern“ anzuregen.
Im September 2006 findet das professionell inszenierte Spektakel zum zweiten Mal statt. Im Rahmen der MusterMesse 2 befassen sich die Veranstalter mit dem Phänomen einer zunehmenden Flut von Anträgen im öffentlichen Raum. In den Bereichen der Wirtschaft, Wissenschaft und Kultur werden tagtäglich unter hohem Arbeitsaufwand unzählige Anträge erstellt und Projekte geplant. Doch nur einem geringen Teil der so verarbeiteten Visionen wird die Umsetzung ermöglicht. Oftmals sind es die Kompromisse, die realisiert werden. Die spannenden Ideen und außergewöhnlichen Konzepte verschwinden hingegen in den Schubladen. Die Veranstalter der Mustermesse 2 präsentieren unveröffentlichte, ans Utopische grenzende Anträge zu einer aufregenden Mischung aus Ideenbörse, Fachtagung, Messe und Theaterveranstaltung.